# Barometer

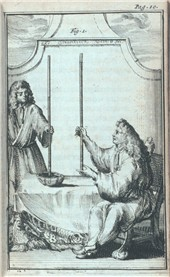
Barometer

Een barometer is een instrument waarmee de luchtdruk gemeten kan worden. In feite is het een specifieke toepassing van een manometer.

## Geschiedenis
In de tijd van Galileo (1564-1642) ontwierpen ingenieurs fonteinen (en dus ook pompen) voor de stad Florence. Ze merkten dat de enorme pompen er niet in slaagden om water meer dan zo'n 10 meter omhoog te zuigen. Galileo werd om hulp gevraagd, maar hij stierf voordat hij het probleem op kon lossen. In zijn aantekeningen werd de hypothese gevonden dat lucht een massa moet hebben, maar hij kon er geen conclusies uit trekken.
De opvolger van Galileo was Torricelli (1608-1647). Hij las de aantekeningen van zijn voorganger en wilde bewijzen dat het de luchtdruk was die het water omhoog bracht. Om niet met buizen van 10 meter hoog te hoeven werken, vatte hij het idee op om met kwik te werken, bijna 14 maal zo zwaar als water.
In 1643 deed Torricelli als eerste de bekende kwikbuisproef, al had zijn opstelling nog geen schaalverdeling en was het dan ook niet echt een barometer. Het besef van de weersvoorspellende waarde ervan kwam pas na zijn dood. Torricelli vulde een dunne buis van een meter lengte in zijn geheel met kwik en zette de buis op zijn kop in een bakje met kwik. Het kwik zakte voor een deel uit de buis, maar een kolom van circa 76 cm bleef in de buis staan. De hoogte van deze kwikkolom varieerde een beetje met de weersomstandigheden. Als de kolom wat zakte kwam er meestal regen en storm. Bij stralend rustig weer stond de kolom hoog.
Torricelli trok hieruit de gevolgtrekking dat de druk die het gewicht van het kwik in de kolom op het kwik in het bakje uitoefende gelijk moest zijn aan de druk die de luchtkolom van de atmosfeer er op uitoefende.
De druk p uitgeoefend door de kolom is gelijk aan het gewicht gM (=valversnelling x massa) van de kolom gedeeld door de doorsnede A van de buis (gewicht is een kracht en druk = kracht per m²):
{\displaystyle p={\frac {F}{A}}={\frac {gM}{A}}}
Nu is de massa M van de kolom evenredig met de dichtheid ρ maal het volume V:
{\displaystyle p={\frac {gM}{A}}={\frac {g\rho V}{A}}}
De valversnelling g hangt samen met de zwaartekracht en is overal op aarde vrijwel hetzelfde (aan de polen wat groter). Ten slotte is voor een cilindrische kolom de inhoud (volume) V gelijk aan de doorsnede A maal de lengte L van de kolom:
{\displaystyle p={\frac {g\rho AL}{A}}=g\rho L}
De druk is dus evenredig met de lengte L van de vloeistofkolom en kan daaraan meteen afgelezen worden. Ook andere vloeistoffen zouden gebruikt kunnen worden, maar doordat de meeste vloeistoffen een veel kleinere dichtheid hebben, wordt de kolom veel langer. Bij het gebruik van water, bijvoorbeeld, is het nodig een buis van meer dan 10 meter lengte te nemen. Bovendien zou het water door de onderdruk boven in de kolom gaan verdampen, waardoor de dampspanning de meting zou verstoren.

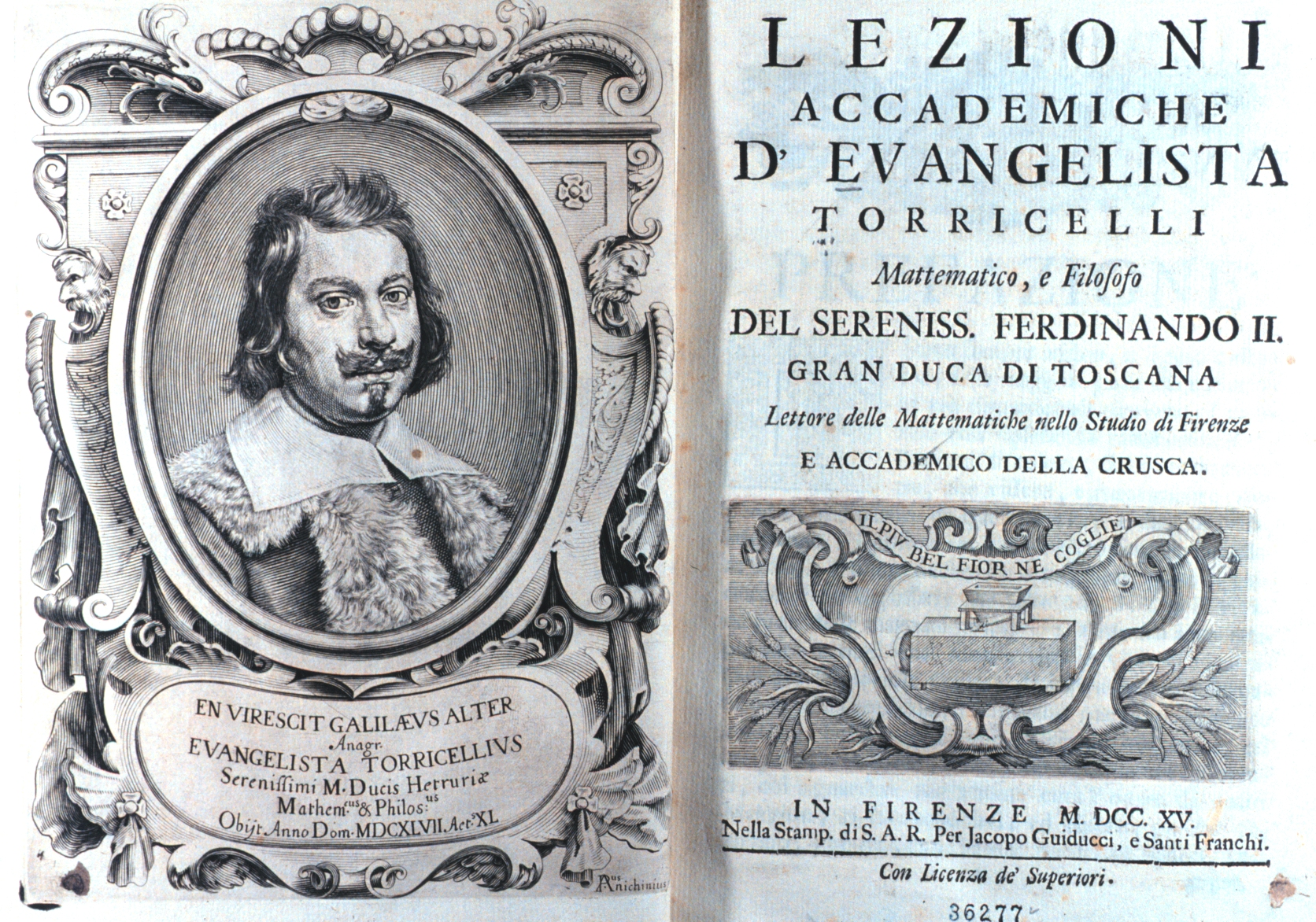
Torricelli die de barometer uitvindt, een gravure uit een boek van Flammarion (1923)

Torricelli realiseerde zich al snel dat in de ruimte boven de kwikkolom geen lucht kon zitten. Hij kon bijvoorbeeld van onderen een paar luchtbelletjes in de buis inbrengen en dan kwam de kolom ineens een stuk naar beneden. Het was duidelijk dat de ruimte boven de kolom luchtledig was, een vacuüm, en dat zonder zo'n vacuüm de barometer niet werkte. Voor Torricelli's tijd was het echter niet zonder risico dit soort ketterse dingen te zeggen. Aristoteles had namelijk verklaard dat zoiets onmogelijk was.
Verder constateerde Torricelli dat het kwikniveau licht varieerde. Tegenwoordig weten we dat dit veroorzaakt wordt door de plaatselijke luchtdruk (hoge- of lagedrukgebied).
Omstreeks 1660, jaren na Torricelli's dood, verbeterde de Franse fysicus René Descartes (1596-1650) de kwikbuis door het toevoegen van een schaalverdeling. Pas toen kon er echt van een barometer worden gesproken. Descartes' landgenoot Blaise Pascal (1623-1662) opperde het idee dat de atmosferische druk lager is op grotere hoogte.
Het woord barometer werd in 1665 door de Ierse scheikundige Robert Boyle samengesteld uit de Griekse woorden báros (zwaarte) en métron (maat). De bar als eenheid voor druk werd naar aanleiding hiervan gevormd door de Noorse fysicus en meteoroloog Vilhelm Bjerknes in 1906.

## Types

### Kwikbarometer
De buis van Torricelli is een rechte glazen buis die toelaat de hoogte van een kolom kwik te meten. De hoge dichtheid van kwik zorgt ervoor dat de buis minder dan een meter hoog hoeft te zijn (de gemiddelde luchtdruk van 1013 hectopascal komt overeen met ongeveer 760 mm Hg). Deze barometer heeft een aantal nadelen:
- de glazen buis is breekbaar;
- kwik is duur;
- kwikverbindingen en -damp zijn giftig;
- door de hoge oppervlaktespanning van kwik is het oppervlak convex; in smalle buisjes is het afgelezen kwikniveau iets onder zijn werkelijke waarde, er moet dus een (van de diameter van de buis afhankelijke) correctie aangebracht worden;
- kwik heeft een relatief grote uitzettingscoëfficiënt, waardoor de afgelezen hoogte niet alleen van druk, maar ook van temperatuur afhankelijk is;
- de hoge dichtheid van kwik heeft tot gevolg dat kleine verschillen in de luchtdruk eveneens kleine wijzigingen in het kwikniveau zullen veroorzaken (minder dan een millimeter per hectopascal).

Men schrijft Christiaan Huygens een belangrijke verbetering aan de buis van Torricelli toe. In 1672 construeerde Huygens een U-vormige buis, met een been afgesloten en het andere been open en blootgesteld aan de luchtdruk. De buis bevat kwik, zoals voorheen, maar in het open been ligt boven op het kwik een gekleurde indicatievloeistof. De vloeistoffen mengen niet en de indicatievloeistof heeft een lagere dichtheid dan kwik, zodat deze vloeistof op het kwik blijft drijven. In het afgesloten gedeelte van het systeem heeft de buis bovenin een grotere diameter. Ter hoogte van de kwikspiegel aan de open kant van de buis zit eveneens een breder gedeelte. Daarboven wordt de buis weer smaller. De indicatievloeistof reikt tot in dit smallere gedeelte. De hoogte van de kwikkolom is de verticale afstand tussen beide kwikniveaus. Een kleine niveauverandering van het kwik zal een grotere niveauverandering in de smalle buis met indicatievloeistof veroorzaken vanwege het verschil in diameter.
Huygens slaagde er zo in de aflezing tien keer zo nauwkeurig te maken. Een bijkomend voordeel is dat het kwik afgesloten is van de lucht en niet meer kan verdampen. Overigens zal de vloeistofspiegel van de indicatievloeistof dalen als de luchtdruk stijgt. De barometer van Huygens wordt daarom ook wel contrabarometer genoemd.

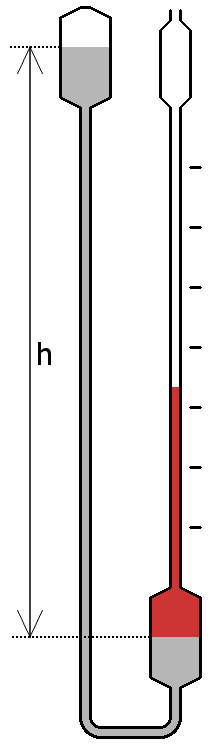
Barometer van Huygens
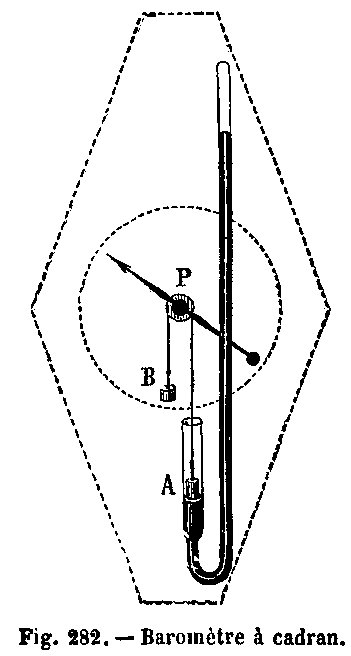
Barometer met wijzerplaat
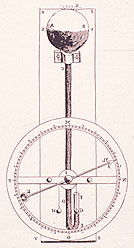
Barometer van Hooke, rond 1660
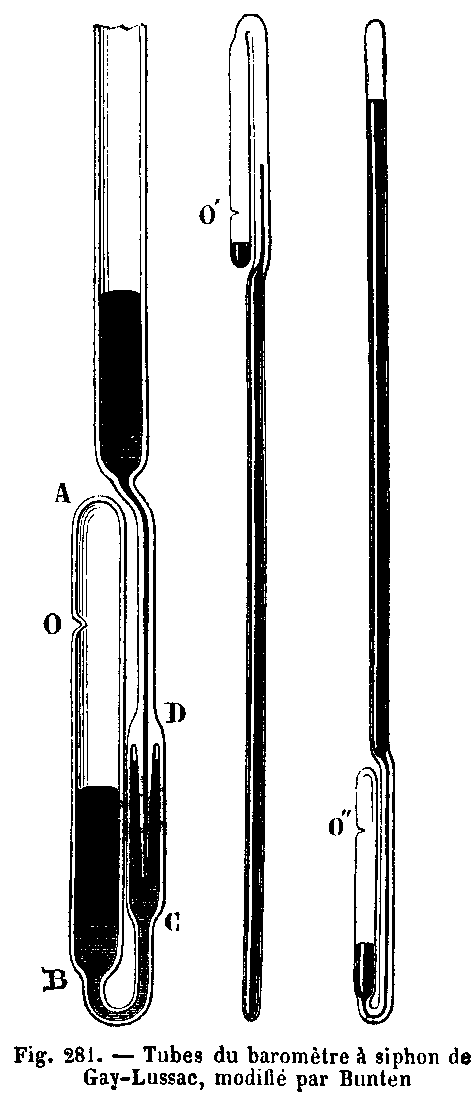
Barometer van Gay-Lussac en Bunten

De eerste barometer met een wijzerplaat werd in 1663 door de astronoom Robert Hooke vervaardigd. Een vlotter drijft op het kwik, en volgt de niveauveranderingen. De verticale verplaatsing wordt overgebracht op een roterende naald, die de druk aangeeft op een wijzerplaat.

### Eco-celli-barometer
In 1997 werd door een Belgisch bedrijf, Dingens Barometers, de Eco-celli ontwikkeld en gepatenteerd. De Eco-celli bouwt verder op de barometer van Alexander Adie 1818. Het systeem heeft een gasvulling die door de druk van de lucht wordt samengeduwd. De vloeistof gaat met stijgende en dalende luchtdruk op en neer. Aangezien het gas temperatuurgevoelig is wordt de barometer afgelezen ten opzichte van de thermometer die dezelfde uitzettingsgraad heeft als het gas bij verwarming.

### Innovacelli-barometer
Vanwege het Europese verbod van 2009 op kwikbarometers werd in navolging van de Eco-celli een nieuw type barometer ontwikkeld zonder de tekortkoming (temperatuurgevoeligheid) van de Eco-celli. In 2010 kwam de gepatenteerde Innovacellibarometer op de markt die bestaat uit 8 aneroïde dozen, inerte vloeistof en een membraan. Deze nauwkeurige membraanbarometer vervangt nu de kwikbarometer.

### Donderglas
De Nederlander Cornelis Drebbel heeft de oudst bekende barometer, de motus perpetuus, voorloper van het donderglas omstreeks 1610 uitgevonden, al wordt de vinding in 1619 in een document toegeschreven aan ene Gijsbrecht de Donckere. In het tweede kwart van de 17de eeuw werd Drebbels principe vereenvoudigd en verscheen het donderglas ten tonele. In het reservoir bevindt zich een afgesloten hoeveelheid lucht. Wanneer de druk van de buitenlucht stijgt, drukt deze het water in de tuit omlaag. De lucht in het reservoir wordt dan iets samengedrukt, totdat de druk in het reservoir gelijk wordt aan die van de buitenlucht. Als de druk van de buitenlucht daalt, neemt ook de kracht op de waterkolom af en drukt de lucht in het reservoir het water in de tuit omhoog.
Donderglazen werden zowel op schepen gebruikt als aan de wal. De uitdrukking ‘gedonder in de glazen’ komt van dit donderglas vandaan. Johann Wolfgang von Goethe bestudeerde rond 1792-93 het donderglas en populariseerde het in Duitsland, waar het een Goetheglas wordt genoemd, hetgeen als apocrief dient te worden beschouwd. Een andere discutabele benaming is waterbarometer.
Donderglazen zijn geen nauwkeurige meetinstrumenten; ze reageren niet alleen op luchtdruk maar ook op temperatuur. Mits opgehangen in een ruimte waar de temperatuur redelijk constant is, vormt het donderglas echter een snel reagerende indicator voor atmosferische drukverschillen. Donderglazen werden tot in de 20ste eeuw als geliefd ‘waterweerglas’ vervaardigd. De hieronder afgebeelde exemplaren zijn replica’s.

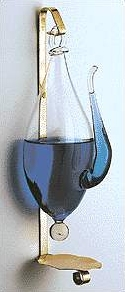
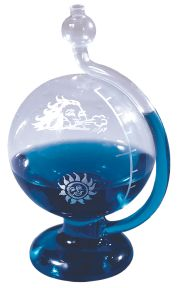
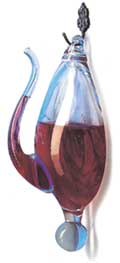
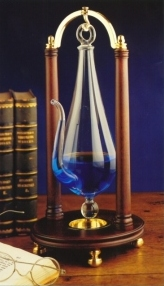

### Stormglas
Een stormglas of baroscoop bevat een van de buitenlucht afgesloten oplossing van onder andere kamfer en alcohol. Bij helder weer is deze oplossing helder, maar afhankelijk van de weersomstandigheden (niet alleen luchtdruk maar ook temperatuur) vormen zich kristallen. De hoeveelheid en de vorm van de kristallen geven een indicatie van het te verwachten weer.

### Gasbarometer
Dit type barometer werkt als een waterbarometer, alleen zijn de niveauverschillen groter.

### Overige types
In latere tijden zijn barometers verschenen die volgens een wat ander principe werken. Het is bijvoorbeeld mogelijk een metalen capsule vacuüm te pompen en dan te meten hoever die ingedeukt wordt door de druk van de atmosfeer. Dit type wordt een aneroïde barometer genoemd. Ook hier geeft een wijzer de luchtdruk op een schaal aan.

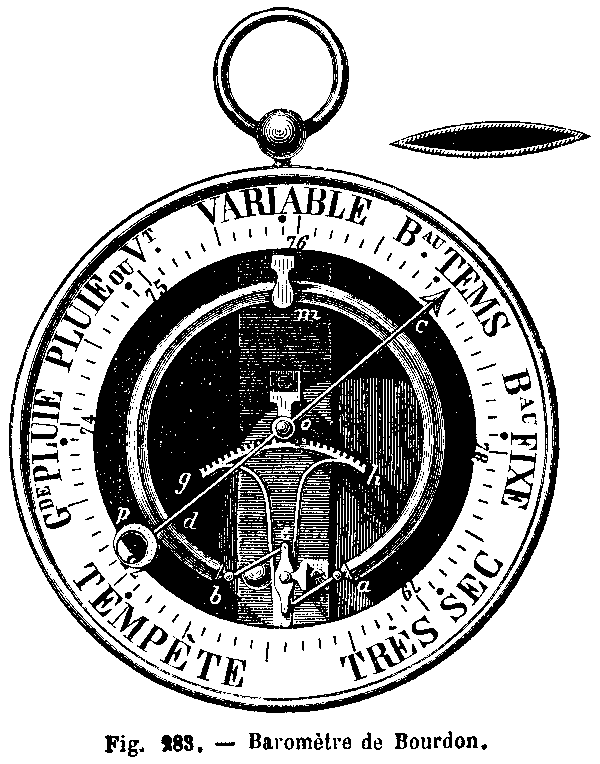
Bourdonbarometer
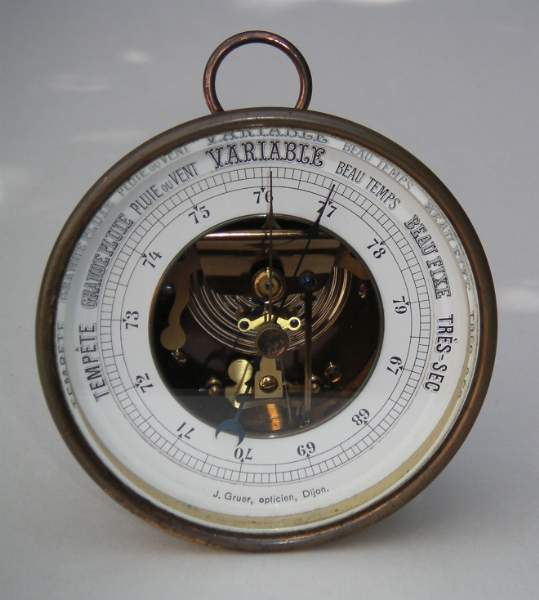
Barometer, begin 20e eeuw
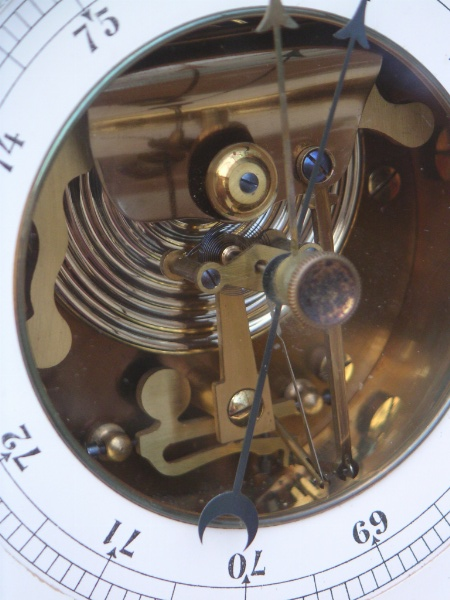
Barometer, begin 20e eeuw

### Barograaf
Dit apparaat meet de luchtdruk, en houdt deze ook bij. Het werd uitgevonden door Moreland in 1670, maar pas later was het meetonderdeel verfijnd genoeg. Om een voldoende grote uitwijking te krijgen, gebruikt men meerdere capsules (normaal gezien vijf).

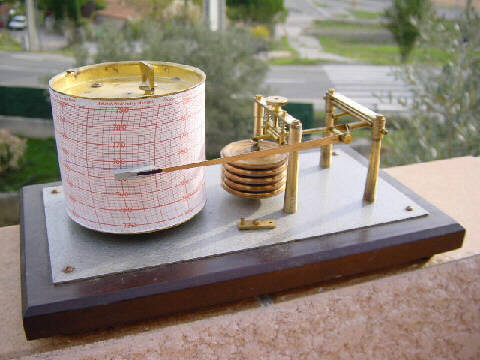
Barograaf
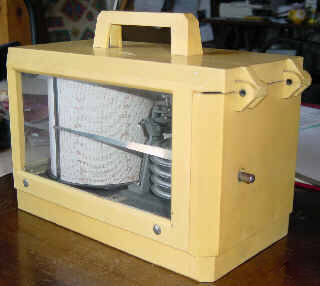
Barograaf uit de Sovjet-Unie
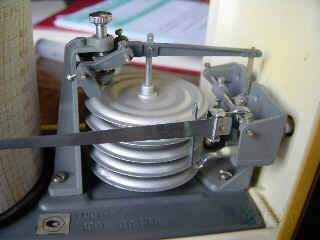
De capsules

## Gebruik
Omdat luchtdrukveranderingen samenhangen met het passeren van weersystemen, die men depressies en gebieden van hoge luchtdruk noemt, was de ontdekking van de barometer het begin van de wetenschappelijke studie van het weer, de meteorologie. De ontwikkeling van andere barometers dan de kwikkolom is dan ook vooral te verklaren uit de wens om ze op zee te kunnen gebruiken om zo enige waarschuwing te krijgen voordat er een storm aankwam.
Verder is de mogelijkheid om gasdrukken te meten een erg belangrijke stap geweest in de ontwikkeling van de algemene gaswet en de latere ontwikkeling van de thermodynamica
Barometers kunnen zowel privé als publiek gebruikt worden. Gedurende de 19e eeuw werd er een groot aantal publieke barometers als straatmeubilair geplaatst. Onder andere een barometer op een paal in Medemblik staat nog op de plek waar deze in 1878 is geplaatst. Deze barometer is een rijksmonument.

## Grootste barometers van Nederland
In het gebouw van de Faculteit Technische Natuurwetenschappen van de Technische Universiteit in Delft bevindt zich in het centrale trappenhuis een twaalf meter hoge watermanometer.
Soms wordt het dak van het Hotel Okura Amsterdam (78 meter) de hoogste barometer van Nederland genoemd. De kleur van de luifel is een indicatie voor de weersverwachting van morgen. Blauw betekent zonnig weer op komst, groen slecht weer en wit wisselvallig weer. Achter dit mechanisme zit echter geen echte barometer, de verlichting wordt ingesteld door medewerkers van het hotel.

## Grootste barometer ter wereld
De grootste barometer ter wereld werd ontworpen en vervaardigd in 1985 door Bert Bolle voor het Barometermuseum dat was gevestigd in de buitenplaats Rustenhoven in Maartensdijk. De barometer werd door het International Guinness Book of Records erkend als de grootste ter wereld. De barometer verhuisde later naar Australië waar hij in 1999 werd opgesteld in het bezoekerscentrum van Denmark. In 2011 kwam de barometer weer in het bezit van Bolle en ligt sindsdien opgeslagen.